# 林家住宅 (美作市)
林家住宅（はやしけじゅうたく）は、岡山県美作市中谷にある建築物。国指定重要文化財。

## 概要
林家の先祖は武士で、近世初期にこの地を開いて土着し、その後は代々庄屋を勤め、幕末に至ったと伝わる。林家の家屋敷の創建は、林家初代寛永期（1624-45）の頃と伝わる。主屋と長屋門には板絵図（天明六年丙午二月二十四日指図の記がある）が残り、これらにより天明６年（1786）の建築とみられる。このことから現在の主屋、長屋門は、創建後160年から70年後に建てられたものと考えられる。敷地北側には土蔵6棟、茶室、隠居部屋、使用人小屋、丸太小屋、雨天作業小屋等があったとされるが、明治10年代に林家が経営していた砂鉄事業が閉鎖されたことに伴い、それらはすべて撤去された。
現在は主屋・長屋門・衣装倉・米倉が現存している。保存状態がよく、建築年代と当初の間取りを示す板絵図を残していることも稀であり、価値が高いとして昭和44年（1969）6月20日付で重要文化財（建造物）に指定された。

## 構造

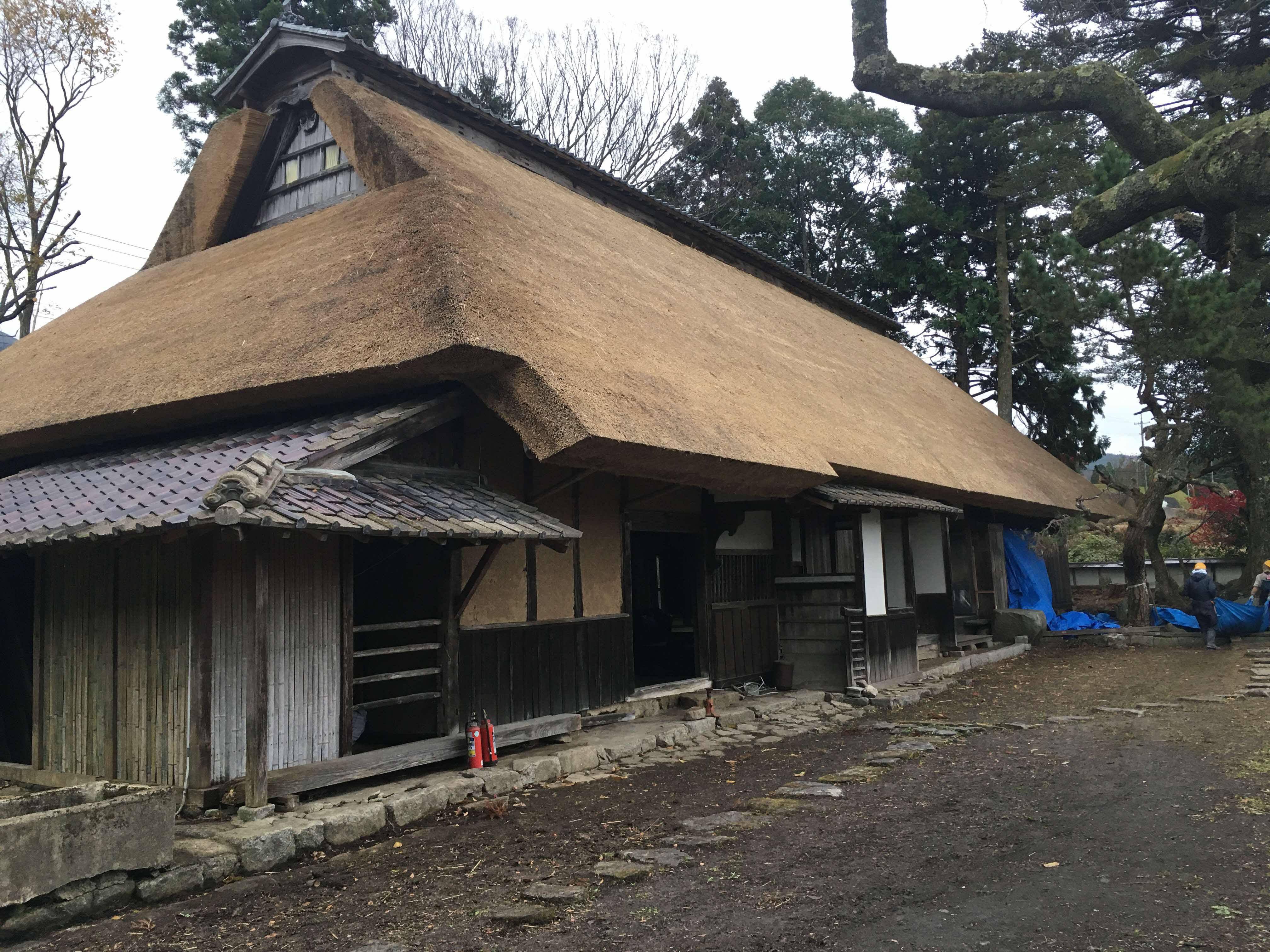
主屋

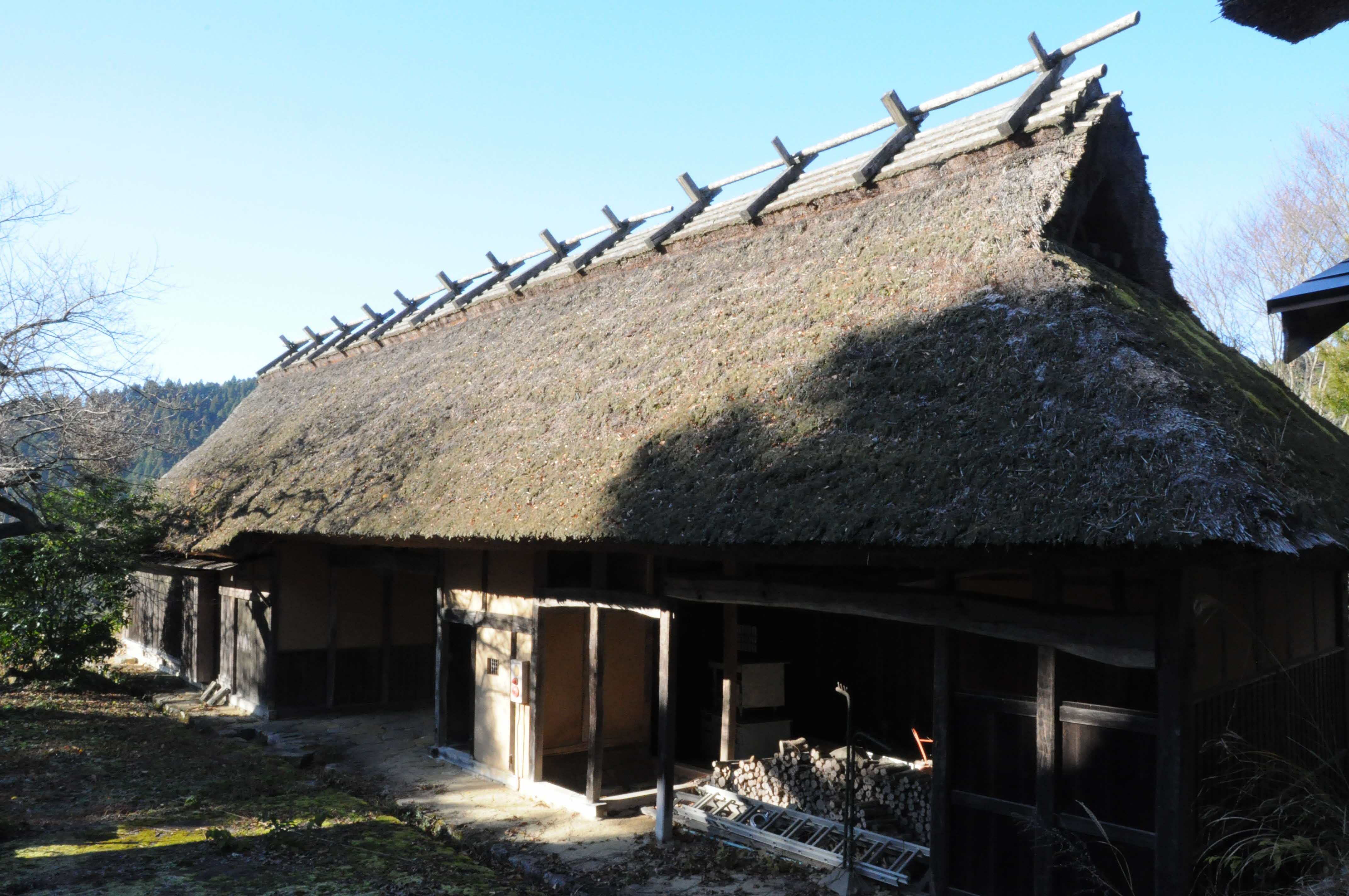
長屋門

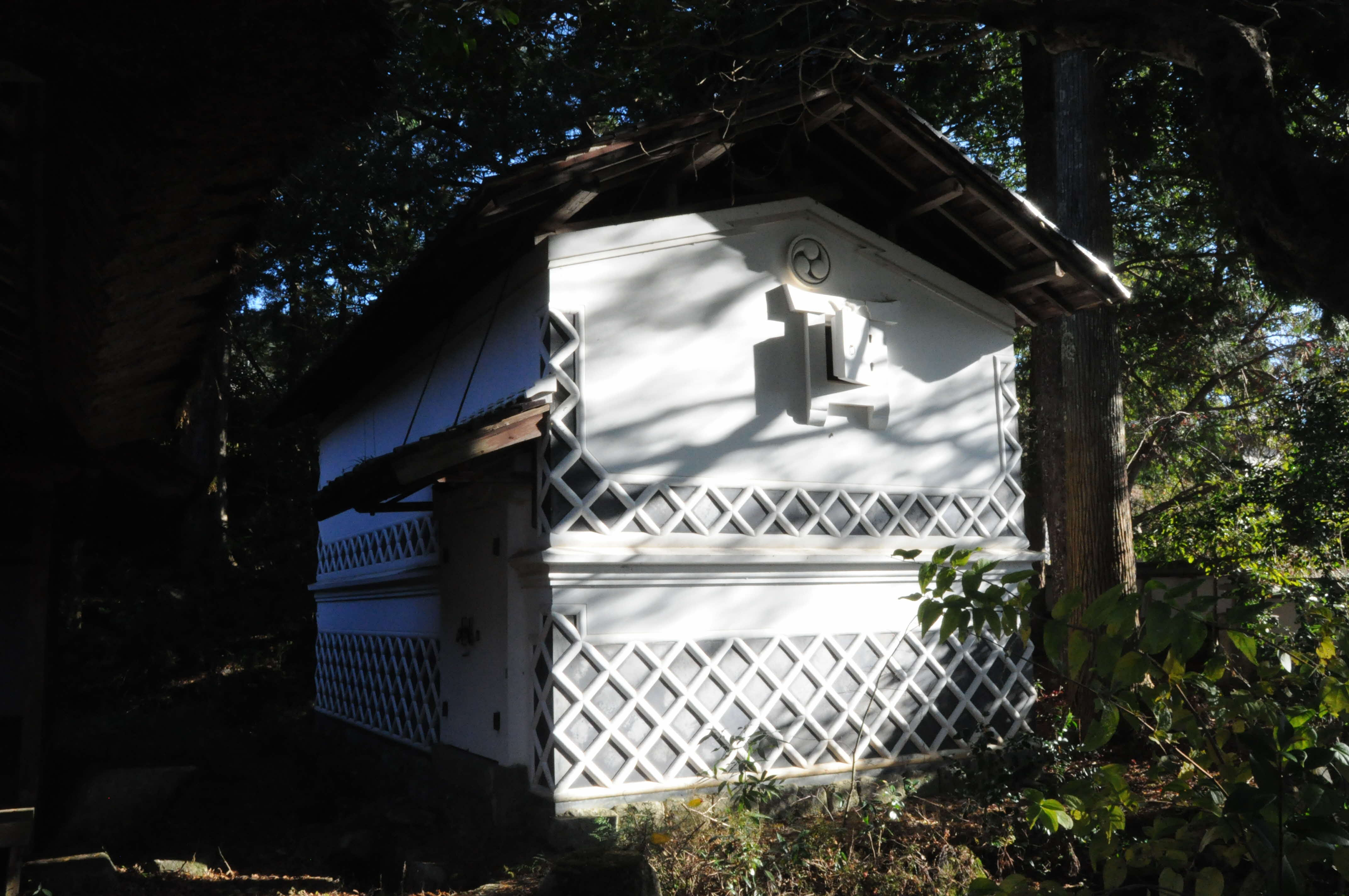
衣装倉

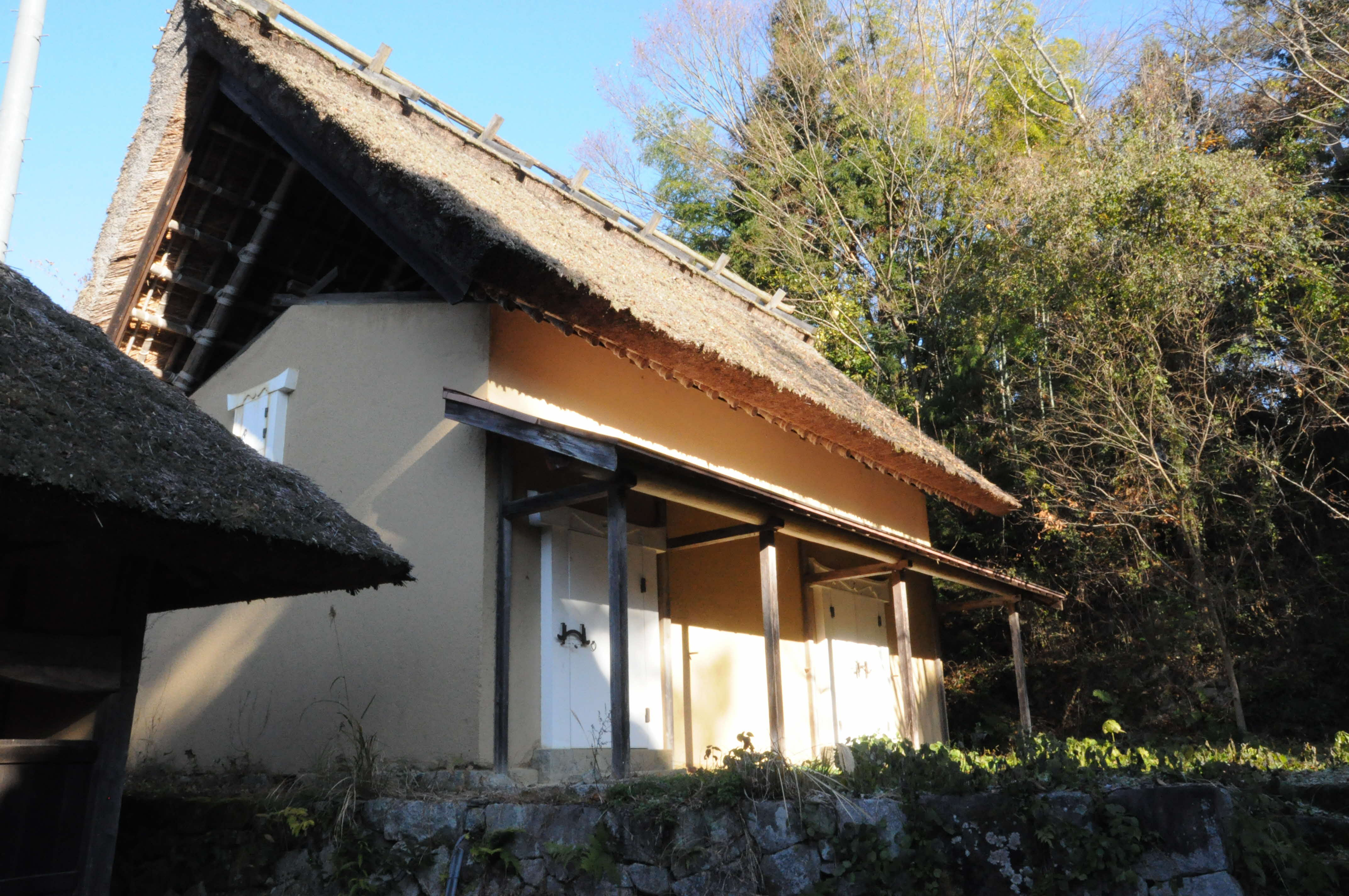
米倉

### 主屋
桁行28.3m、梁間13mで、北面に庇がついた茅葺の入母屋造。

### 長屋門
桁行25.3m、梁間6.0mの茅葺の入母屋造。板絵図から馬屋があったことがうかがえる。

### 衣装倉
桁行8.5、梁間4.5mの土蔵造で二階建、切妻本瓦葺。

### 米倉
桁行9.3m、梁間6.2mの土蔵造で二階建、茅葺。